# Legacy Russell
Legacy Russell és una comissària i escriptora estatunidenca, autora de l'assaig Glitch Feminism: A Manifesto, publicat per Verso Books el 2020.
Del 2018 al 2021 va ser la comissària d'exposicions de l'Studio Museum de Harlem. L'any 2021 el centre cultural The Kitchen va designar Russell com la seva directora executiva i comissària en cap; és la primera persona negra que ocupa aquest càrrec des de la seva fundació el 1971.

## Trajectòria
Russell va néixer a la ciutat de Nova York i va créixer al barri d'East Village. És filla del fotògraf i tecnòleg nascut a Harlem Ernest Russell i de Kamala Mottl, gerontòloga comunitària. És la besneta de Nolle Smith, un vaquer negre, enginyer i estadista de Hawaii. Va estudiar al Friends Seminary, una escola quàquer de Manhattan. Russell té una doble llicenciatura del Macalester College en Història de l'Art i en Filologia i Escriptura Creativa. La seva tesi de postgrau es va centrar en la noció de re-performing reality a partir de la recerca sobre artistes com Devin Kenny, Ann Hirsch, Awol Erizku.
Russell va treballar al lloc web sobre art Artsy. També és editora col·laboradora de la revista Bomb. Escriu sobre les interseccions entre art, gènere, raça i tecnologia en l'àmbit de la cibercultura. El 2012, va encunyar el terme glitch feminism, que «encarna l'error com una interrupció del binarisme de gènere, com una resistència a la normativitat», malgrat que «els mateixos sistemes d'opressió que campen sense control pel món on vivim també s'han estès a l'esfera digital».
El seu segon llibre, Black Meme, «explora l'impacte de la Blackness, Black Life i Black social death en les concepcions contemporànies de la viralitat que es van donar a l'era d'internet». Black Meme va ser guardonat amb un Creative Capital Award el 2021.
Russell ha comissariat exposicions i projectes al Museum d'Art Modern de Nova York, al MoMA PS1 i a l'Institute of Contemporary Art de Londres, entre d'altres.